# Шаповалов Ігор Олександрович
І́гор Олекса́ндрович Шапова́лов — лейтенант Збройних сил України, учасник російсько-української війни, що загинув у ході російського вторгнення в Україну в 2022 році.

## Біографія
2016 року був призваний на строкову службу, за місяць підписав контракт.
Загинув 18 березня 2022 року під час обстрілу російськими ракетами казарми в місті Миколаєві, у якій він відпочивав.
Залишилися дружина і семимісячна дитина.

## Нагороди
- орден «За мужність» III ступеня (2022, посмертно) — за особисту мужність і самовіддані дії, виявлені у захисті державного суверенітету та територіальної цілісності України, вірність військовій присязі.